# Ladies German Open 2004
Ladies German Open 2004 - жіночий тенісний турнір, що проходив на кортах з ґрунтовим покриттям у Берліні (Німеччина). Тривав з 3 до 9 травня 2004 року. Друга сіяна Амелі Моресмо здобула титул в одиночному розряді й отримала 189 тис. доларів США.

## Фінальна частина

### Одиночний розряд
Амелі Моресмо —  Вінус Вільямс, walkover

### Парний розряд
Надія Петрова /  Меган Шонессі —  Жанетта Гусарова /  Кончіта Мартінес, 6–2, 2–6, 6–1

## Розподіл призових грошей
| Дисципліна       | П        | Ф       | ПФ      | ЧФ      | 1/8     | 1/16   | 1/32   |
| Одиночний розряд | $189,000 | $95,900 | $48,600 | $24,600 | $12,450 | $6,300 | $3,200 |